# اولکساندر تکاچنکو (ورزشکار)
اولکساندر تکاچنکو (اوکراینی: Олександр Володимирович Ткаченко؛ ۱۹ ژوئن ۱۹۶۰ – ۳ نوامبر ۲۰۱۵) قایقران روئینگ اهل اوکراین بود.